# 北京市石景山区佛教协会
北京市石景山区佛教协会是北京市石景山区区级佛教协会，会址设在八大处大悲寺。

## 历史
2010年8月15日，北京市石景山区佛教协会成立大会及第一次代表会议在北京万商花园酒店召开。会议审议通过了《北京市石景山区佛教协会筹备工作报告》、《北京市石景山区佛教协会章程》、《北京市石景山区佛教协会第一次代表会议决议》，选举释常藏为北京市石景山区佛教协会会长，并选出了第一届领导集体。

## 历届领导
第一届（2010年8月15日至今）
- 会长：释常藏
- 副会长：释演道、释明觉、释法柱、释妙文
- 秘书长：演莲居士
- 理事会常务理事（以姓氏笔划为序）：朱树增、沙桐旭、释妙文、释明觉、释法柱、释衍韡、释常藏、释演道、演莲
- 监事会监事长：马成志[1]